# چکراله
چکراله (به انگلیسی: Chakrala) یک روستا در پاکستان است که در پنجاب واقع شده‌است.